# Brunsångare
Brunsångare (Phylloscopus fuscatus) är en liten asiatisk tätting i familjen lövsångare (Phylloscopidae) som tidigare ingick i familjen sångare (Sylviidae). Den häckar i sanka områden i Sibirien och östra Asien. Vintertid flyttar den till Sydostasien, men under flyttningen hittas felflygande individer återkommande i Europa. Beståndet anses vara livskraftigt.

## Utseende och läte
Brunsångaren blir upp till 10,5–12 centimeter och påminner om gransångaren, både till form och teckning, men kan även i vissa vinklar påminna om gärdsmygen. Brunsångaren har mörkt gråbrun färg på ovansidan, beigefärgat bröst och vit undergump. Näbben är tunn och spetig med lite rödbrunt på näbbroten. Den har ett långt ljust ögonbrynsstreck samt ett mörkt ögonstreck. Hjässan är färgad som ryggen. Könen är lika, dock är ungfåglarna mer olivfärgade ovan.      

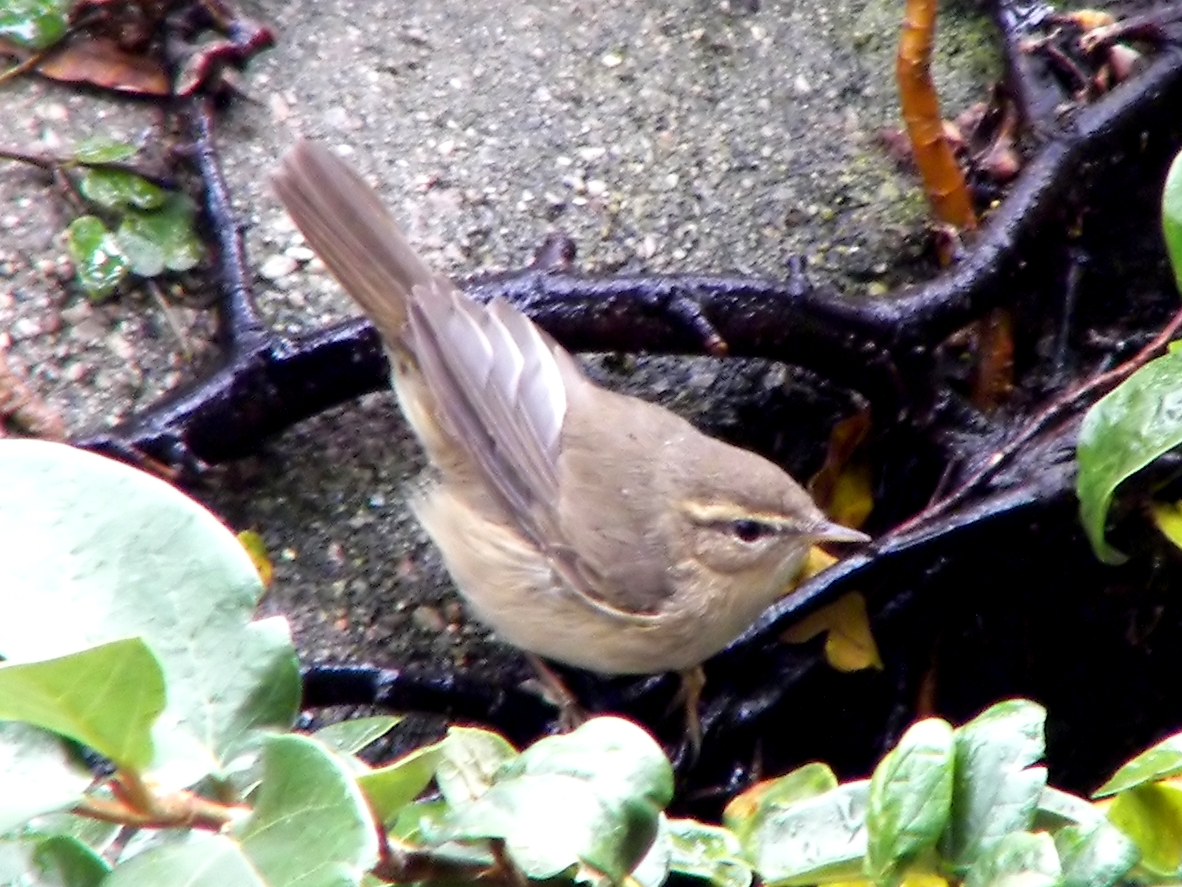
I Hongkong.

Sången är ett monotont visslande, locklätet är ett ärtsångarlikt smackande teck.

## Utbredning och systematik
Brunsångare är en flyttfågel som häckar i Sibirien och östra Asien och övervintrar i sydöstra Asien. Artens inre systermatik är omstridd. Tongivande internationella auktoriteterna Clements m.fl. och International Ornithological Congress (IOC) delar in den i två underarter med följande utbredning:
- Phylloscopus fuscatus fuscatus – Sibirien till Mongoliet och västra Kina, vintertid till Indien och Indokina
- Phylloscopus fuscatus robustus – norra Kina söder om Gobiöknen till norra Sichuan, vintertid till Indokina

Taxonet weigoldi som idag kategoriseras som underart till sotsångaren (P. fuligiventer) har tidigare betraktats tillhöra brunsångaren, liksom taxonet tibetanus. Dessa två arter är relativt nära släkt och skildes åt för mellan 3,1 och 5,1 miljoner år sedan. Tillsammans utgör de genetiskt en systergrupp till en klad bestående av dvärgsångare (P. neglectus), lidsångare (P. subaffinis), lövsångare (P. trochilus) och gransångarkomplexet.

### Familjetillhörighet
Lövsångarna behandlades tidigare som en del av den stora familjen sångare (Sylviidae). Genetiska studier har dock visat att sångarna inte är varandras närmaste släktingar. Istället är de en del av en klad som även omfattar timalior, lärkor, bulbyler, stjärtmesar och svalor. Idag delas därför Sylviidae upp i ett antal familjer, däribland Phylloscopidae. Lövsångarnas närmaste släktingar är familjerna cettior (Cettiidae), stjärtmesar (Aegithalidae) samt den nyligen urskilda afrikanska familjen hylior (Hyliidae).

### Förekomst utanför utbredningsområdet
Trots avståndet till häckningsområdet är brunsångaren är en regelbunden gäst i Europa, framför allt i Storbritannien och Nederländerna. De flesta ses från slutet av oktober och in i november, men vissa har påträffats även i december och har även noterats övervintra. Den har även setts i Alaska och Kalifornien i USA.

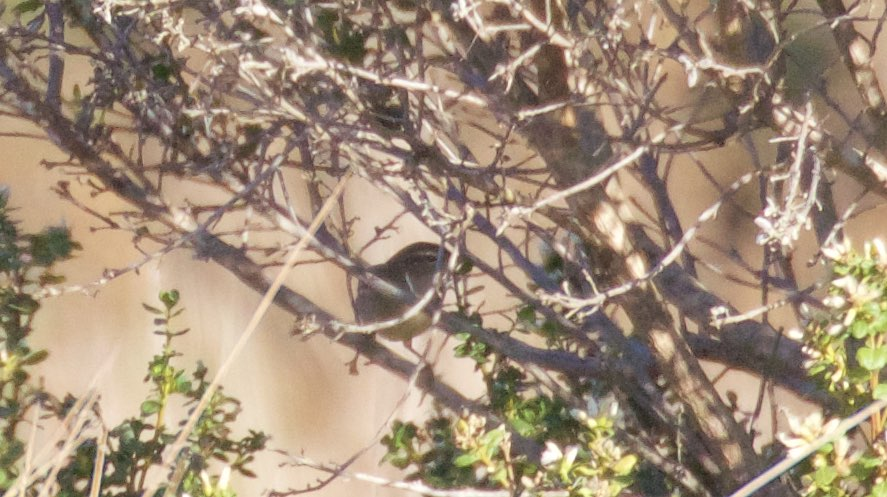
På besök i Kalifornien, USA.

#### Brunsångaren i Sverige
Brunsångaren är en sällsynt men årlig gäst i Sverige med sammanlagt uppemot 200 fynd, den absoluta majoriteten från oktober månad. Den påträffas ofta i bestånd med ogräs och i öppen terräng med buskage. Den första brunsångaren upptäcktes i oktober 1968 i Ottenby. Hösten 2020 gjordes över hela 30 fynd av arten.

## Ekologi
Brunsångaren är som flertalet sångare insektsätare, men kan också äta annat, exempelvis bär. Den bygger sitt bo i vide och låga buskar på myrar och sanka ängar i tajgaområdet. Den lägger vanligtvis fem till sex ägg.

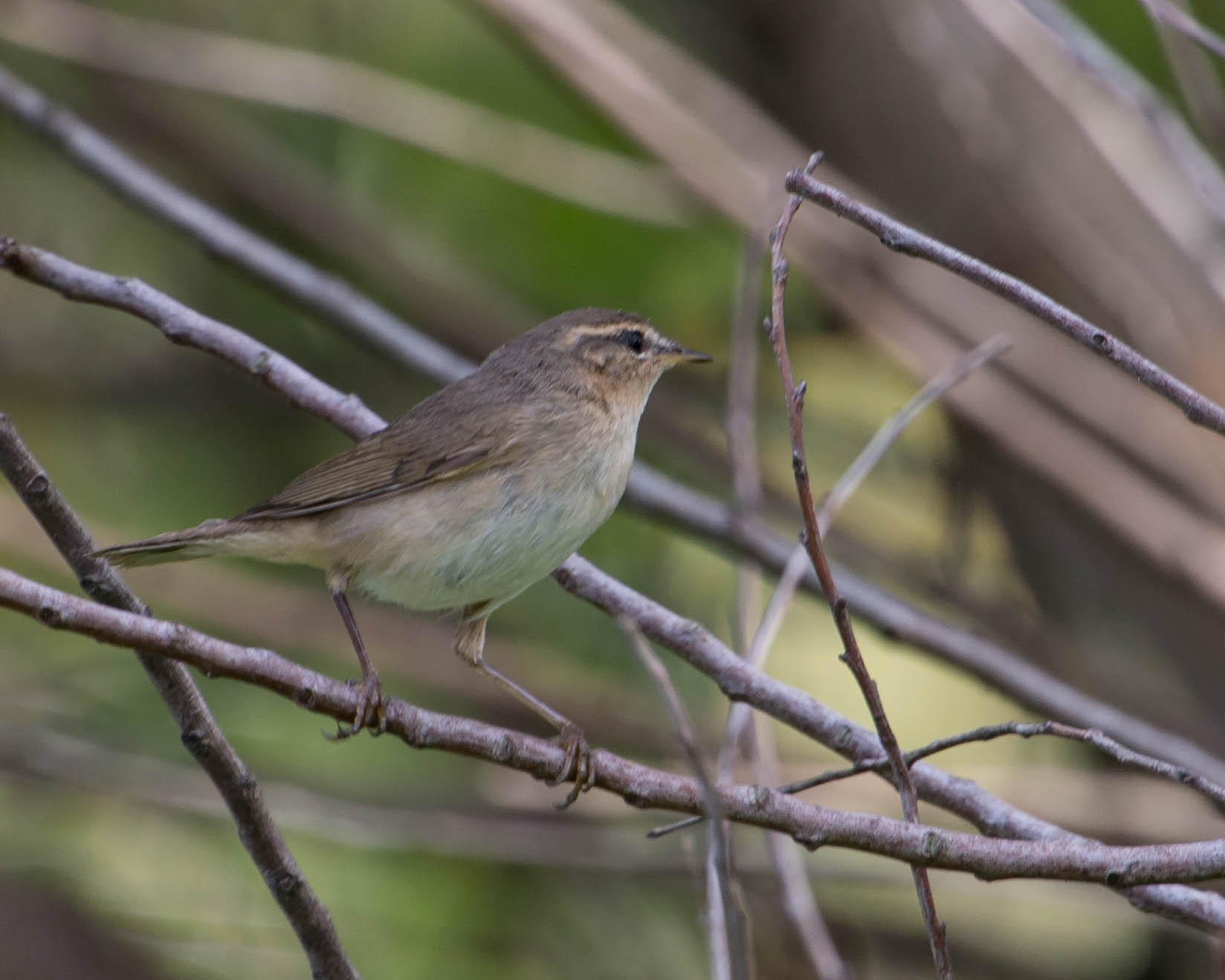
I Thailand.

## Status och hot
Arten har ett stort utbredningsområde och en stor population med stabil utveckling. Utifrån dessa kriterier kategoriserar IUCN arten som livskraftig (LC). Världspopulationen har inte uppskattats, men den beskrivs som lokalt vanlig.

## Taxonomi och namn
Brunsångaren beskrevs som art av Edward Blyth 1842, under protonymet Phillopneuste fuscata, baserat på ett typexemplar från i närheten av Calcutta, Indien. Det vetenskapliga artnamnet fuscatus är latin och betyder "mörk".